# Cladocarpus hirsutus
Cladocarpus hirsutus is een hydroïdpoliep uit de familie Aglaopheniidae. De poliep komt uit het geslacht Cladocarpus. Cladocarpus hirsutus werd in 1881 voor het eerst wetenschappelijk beschreven door Fewkes. 